# Pseudomops dimidiatus
Pseudomops dimidiatus es una especie de cucaracha del género Pseudomops, familia Ectobiidae. Fue descrita científicamente por Brullé en 1835.
Habita en Brasil.